# مكروه
المكروه في أصول الفقه هو: حكم تكليفي بمعنى: ما يطلب في الشرع تركه من غير إلزام. في الفقه الإسلامي هو العمل الذي يُثاب تاركه - امتثالا - ولا يأثم فاعله، وهو أحد الأحكام الخمسة على الأشياء والأفعال وهي الفرض/ الواجب، والاستحباب، والإباحة (أو الحِلّ)، والكراهة، والتحريم.

## أقسام الكراهة

### كراهة التحريم
قال الزركشي: المكروه هل هو منهي عنه؟ المكروه الذي هو ضد المندوب هل هو منهي عنه أم لا؟ فهو نظير الخلاف السابق في المندوب هل هو مأمور به؟ من قال: النهي للتحريم فليس عنده بمنهي عنه، ومن قال: للتنزيه أو للقدر المشترك بينه وبين التحريم، أو هو مشترك بينهما فهو منهي عنه، ويدل على أنه غير منهي عنه قوله تعالى: «وما نهاكم عنه فانتهوا» وحكى القاضي الحسين في تعليقه في كتاب الأيمان وجهين في أن فعل المكروه هل هو معصية أم لا؟ وقال: إن الشافعي مرض القول فيه ومال إلى أنه معصية، فقال: وأخشى أن يكون معصية يعني في الحلف بغير الله. ثم قال القاضي: المعصية ضربان: محرم يتعلق به الإثم، ومعصية من طريق المخالفة لا يتعلق بها إثم، فتوقف الشافعي عن كونه معصية فيها إثم، وحكى الرافعي في باب الصيد والذبائح عن الشيخ أبي حامد أن ترك التسمية على الذبيحة يقتضي الإثم مع تصريحه بكراهة الترك.
قال في البحر: اعلم أن الذي عليه الأصوليون عدم الفرق بين المستحب والمندوب وأن ما واظب عليه صلى الله تعالى عليه وسلم مع ترك ما بلا عذر سنة وما لم يواظب عليه مندوب ومستحب وإن لم يفعله بعد ما رغب فيه كذا في التحرير وعند الفقهاء المستحب ما فعله النبي صلى الله تعالى عليه وسلم مرة وتركه أخرى، والمندوب ما فعله مرة أو مرتين تعليما للجواز كذا في شرح النقاية قال المؤلف في كتاب الطهارة: ويرد عليه ما رغب فيه، ولم يفعله وما جعله تعريفا للمستحب جعله في المحيط تعريفا للمندوب فالأولى ما عليه الأصوليون.اهـ. ثم النفل في اللغة الزيادة، وفي الشريعة زيادة عبادة شرعت لنا لا علينا فيشمل الأقسام الثلاثة؛ ولذا ترجم المصنف بقوله: باب الوتر والنوافل لكن المراد بالنفل في كلام الفتح ما قابل المسنون والمندوب، وظاهره أن المراد به ما رادف المباح مما لا ثواب فيه، ولا شك أن كل صوم لم يكن مكروها ولا محرما يثاب عليه؛ فلذا اضطر المؤلف إلى التفرقة بين المستحب والمندوب وبيان أن المراد بالنفل في كلامه المندوب لئلا يرد عليه المحذور، وهذا ما ظهر لي والله تعالى أعلم.